# Amazonpapegojor
Amazonpapegojor (Amazona) är ett släkte med ett 30-tal papegojfåglar som förekommer i Central- och Sydamerika.

## Utseende
Amazonpapegojornas fjäderdräkt är oftast grön i olika nyanser, med fläckar i annan färg. Stjärten är kort. Störst är kejsaramazonen (Amazona imperialis) och minst är vitpannad amazon (Amazona albifrons).

## Ekologi
Föda i naturen är bland annat nötter och frukter. De är mycket fingerfärdiga med sina fötter.

## Systematik
Artlistan nedan följer AviList:
- Rödryggig amazon (A. festiva)
- Lilabröstad amazon (A. vinacea)
- Tucumánamazon (A. tucumana)
- Rödmaskad amazon (A. pretrei)
- Rödkronad amazon (A. viridigenalis)
- Violettkronad amazon (A. finschi)
- Gulkindad amazon (A. autumnalis)
- Ecuadoramazon (A. lilacina)
- Diademamazon (A. diadema)
- Blåkindad amazon (A. dufresniana)
- Rödbrynad amazon (A. rhodocorytha)
- Rödhalsad amazon (A. arausiaca)
- Saintluciaamazon (A. versicolor)
- Gulnackad amazon (A. auropalliata)
- Gulhuvad amazon (A. oratrix)
- Gulkronad amazon (A. ochrocephala)
- Gulskuldrad amazon (A. barbadensis)
- Blåpannad amazon (A. aestiva)
- Svartnäbbad amazon (A. agilis)
- Vitpannad amazon (A. albifrons)
- Yucatánamazon (A. xantholora)
- Gulnäbbad amazon (A. collaria)
- Kubaamazon (A. leucocephala)
- Hispaniolaamazon (A. ventralis)
- Puertoricoamazon (A. vittata)
- Mjölamazon (A. farinosa)
- Igapóamazon (A. kawalli)
- Kejsaramazon (A. imperialis)
- Rödstjärtad amazon (A. brasiliensis)
- Saintvincentamazon (A. guildingii)
- Orangevingad amazon (A. amazonica)
- Soldatamazon (A. mercenarius)

Birdlife International erkänner även de båda utdöda arterna "martiniqueamazon" och "guadeloupeamazon", medan de flesta auktoriteter betraktar det som osäkert om de någonsin existerat.
Tidigare fördes även gulmaskad papegoja till släktet, men den är mer avlägset släkt och placeras numera som ensam art i Alipiopsitta.

## Amazonpapegojor och människan

### Status och hot
En stor andel av arterna i släktet är numera hotade, vissa akut.

### Som burfåglar
Amazonpapegojor är oftast rätt lugna, men kan vara väldigt skrikiga. De skriker högt, helst morgon till kväll, men det varierar mellan arter och individer. De kan vara mycket trevliga som sällskapsfåglar. Vissa arter är  duktiga på att lära sig härma, men det skiljer sig kraftigt mellan individer. De kan under goda förutsättningar bli 60 - 70 år gamla även i fångenskap. 
Handeln med vilda papegojor för burfågelindustrin utgör ett stort hot mot flera arter.